# Johann Gottlieb Drasdo
Johann Gottlieb Drasdo (* 5. Dezember 1753 in Herzberg; † 24. Februar 1819 in Kemberg) war ein deutscher lutherischer Theologe.

## Leben
Der Sohn des Kirchners und Schulmeisters gleichen Namens und dessen Frau Anna Maria Fischer hatte die Kreuzschule in Dresden besucht. Am 31. Mai 1776 nahm er ein Studium der Literatur an der Universität Wittenberg auf, wo er 30. April 1778 den akademischen Grad eines Magisters erwarb. Er verfolgte zunächst einen akademischen Werdegang, erwarb am 13. Oktober 1781 die Vorleseerlaubnis für Hochschulen als Magister legens, wurde am 26. Januar 1782 Adjunkt der philosophischen Fakultät und zugleich zweiter Bibliothekar an der Universitätsbibliothek.
Als Baccalaureus der Theologie wurde er im Sommersemester 1790 Dekan der philosophischen Fakultät. Zudem wurde er  am 28. Juli desselben Jahres außerordentlicher Professor der Philosophie, welche Stelle er 3. August mit der Rede fidei in causa salutis humanae ratio… antrat. Hatte Drasdo während seiner Zeit an der philosophischen Fakultät Vorlesungen zur Pneumatologie, Kosmologie, Logik, hebräische Sprache und Dogmatik gehalten, ging er seit jener Zeit vollständig als Dozent an die theologische Fakultät über. Nach dem Tod von Gottlieb Müller wurde er am 27. November 1793 zum Pastor in Kemberg gewählt. Nach der am 11. April 1794 erfolgten Bestätigung des Oberkonsistoriums in Dresden wurde er am 27. April desselben Jahres Probst und Superintendent in Kemberg.
Drasdo heiratete 28. Oktober 1794 in Dresden Sophia Christina, Tochter des Dresdner Bauherrn Johann Gottlieb Stange, mit der er einen Sohn hatte.

## Werke
- Diss. de analogia historica recte instituenda. Dürr, Wittenberg 1782. (Digitalisat)
- Diss. De forte rei christianae Saec. IV caute judicanda. Wittenberg 1782.
- Diss. de linguis in exstruenda turri Babylonensi ortis. Charis, Wittenberg 1782. (Digitalisat)
- Diss. philol. I. Comparatio Mosis et Homeri. Wittenberg 1783
- Diss. philol. II. Comparatio Mosis et Homeri. Wittenberg 1784
- Diss. philol. III. Comparatio Mosis et Homeri. Wittenberg 1788
- Sammlung einiger Predigten. Wittenberg 1786
- Oratio de justa rerum naturae scientia sanctoris discipliae cultoribus utilissima. Wittenberg 1788
- Fidei in causa salutis humanae ratio et necessitas denuo afferta et ab adversariorum criminationibus vindicate. Commentationis philologic dogm. 2 Bände. Wittenberg 1790